# بلدية توكومز
بلدية توكومز هي بلدية في لاتفيا، بلغ عدد سكانها 28٬221  نسمة، في 2017، عاصمتها توكوموس.

## الموقع
تشترك في الحدود مع:
- بلدية إنغور
- بلدية ياونبيلس
- بلدية كاندافا  [لغات أخرى]‏
- بلدية تالشي
- بلدية دوبيل
- جورمالا
- بلدية جيلغافا
- بلدية مورسراغس.

## مدن توأم
المدن التوأم:
- لوريتو (ماركي)
- Region Gotland [الإنجليزية]‏.

## التقسيمات الإدارية
- توكوموس
- Degole Parish [الإنجليزية]‏
- Džūkste Parish [الإنجليزية]‏
- Irlava Parish [الإنجليزية]‏
- Jaunsāti Parish [الإنجليزية]‏
- Lestene Parish [الإنجليزية]‏
- Pūre Parish [الإنجليزية]‏
- Sēme Parish [الإنجليزية]‏
- Slampe Parish [الإنجليزية]‏
- Tume Parish [الإنجليزية]‏
- Zentene Parish [الإنجليزية]‏.